# Salts als Jocs Olímpics d'estiu de 1912 - Palanca alta masculina
El salt de palanca alta masculí fou una de les quatre proves de salts que es disputà dins el programa dels Jocs Olímpics d'Estocolm del 1912. La prova es va disputar entre el dissabte 6 i diumenge 7 de juliol de 1912. Hi van prendre part trenta-un saltadors procedents de nou nacions diferents.

## Medallistes
| Or                | Plata                   | Bronze             |
| Erik Adlerz (SWE) | Hjalmar Johansson (SWE) | John Jansson (SWE) |

## Resultats
La competició es va celebrar en dues palanques, una de 10 metres i una de 5 metres. Els saltadors havien de realitzar un total de cinc salts: un salt aturat i dos salts en carrera des de la palanca de 10 metres; i un salt aturat i un en carrera des de la palanca de 5 metres. Cinc jutges puntuaven cada saltador, donant dos resultats. Un en què es puntuava de millor a pitjor cada saltador, donant una posició ordinal per a cada saltador. Aquestes cinc puntuacions eren sumades per donar la puntuació ordinal total. Alhora els jutges també donaven una puntuació més semblant al sistema actual de puntuació.

### Primera ronda
Els vencedor de cada grup de la primera ronda, més els quatre millors no classificats de tots els grups passaven a la final.
Grup 1
| Pos. | Saltador               | PO | MPT  |
| ---- | ---------------------- | -- | ---- |
| 1    | Paul Günther (GER)     | 8  | 36.1 |
| 2    | Torsten Eriksson (SWE) | 11 | 35.8 |
| 3    | Tauno Ilmoniemi (FIN)  | 13 | 35.0 |
| 4    | Alfred Johansson (SWE) | 14 | 34.7 |
| 5    | Nils Tvedt (NOR)       | 25 | 31.7 |
| 6    | Elis Holmer (SWE)      | 31 | 30.2 |
| 7    | Sigvard Andersen (NOR) | 32 | 28.6 |
| -    | Viktor Baranov (RUS)   | -  | DNF  |

Grup 2
| Pos. | Saltador               | PO | MPT  |
| ---- | ---------------------- | -- | ---- |
| 1    | John Jansson (SWE)     | 5  | 38.3 |
| 2    | George Gaidzik (USA)   | 13 | 36.2 |
| 3    | George Yvon (GBR)      | 17 | 35.2 |
| 4    | Gunnar Ekstrand (SWE)  | 18 | 35.3 |
| 5    | Arthur McAleenan (USA) | 20 | 34.9 |
| 6    | Carlo Bonfanti (ITA)   | 32 | 28.5 |
| 7    | Alfred Engelsen (NOR)  | 33 | 28.3 |

Grup 3
| Pos. | Saltador                | PO | MPT  |
| ---- | ----------------------- | -- | ---- |
| 1    | Hjalmar Johansson (SWE) | 7  | 40.1 |
| 2    | Toivo Aro (FIN)         | 10 | 39.4 |
| 3    | Axel Runström (SWE)     | 15 | 38.3 |
| 4    | Ernst Brandsten (SWE)   | 19 | 37.7 |
| 5    | Viktor Crondahl (SWE)   | 22 | 37.0 |
| 6    | Hans Luber (GER)        | 27 | 36.2 |
| 7    | Kurt Behrens (GER)      | 31 | 35.1 |
| 8    | John P. Lyons (CAN)     | 40 | 32.5 |
| 9    | Jens Stefenson (SWE)    | 44 | 31.2 |

Grup 4
| Pos. | Saltador                | PO | MPT  |
| ---- | ----------------------- | -- | ---- |
| 1    | Erik Adlerz (SWE)       | 5  | 39.9 |
| 2    | Oskar Wetzell (FIN)     | 13 | 33.8 |
| 3    | Kalle Kainuvaara (FIN)} | 14 | 33.2 |
| 4    | Albert Nyman (FIN)      | 21 | 32.0 |
| 5    | Leo Suni (FIN)          | 22 | 32.1 |
| 6    | Albert Zürner (GER)     | 26 | 31.7 |
| 7    | Sven Montan (SWE)       | 31 | 30.2 |

### Final
| Pos. | Saltador          | Nació     | Puntuació per jutge | Puntuació per jutge | Puntuació per jutge | Puntuació per jutge | Puntuació per jutge | Puntuació per jutge | Puntuació per jutge | Puntuació per jutge | Puntuació per jutge | Puntuació per jutge | Total | Total |
| Pos. | Saltador          | Nació     | Jutge 1             | Jutge 1             | Jutge 2             | Jutge 2             | Jutge 3             | Jutge 3             | Jutge 4             | Jutge 4             | Jutge 5             | Jutge 5             | Total | Total |
| Pos. | Saltador          | Nació     | PO                  | PT                  | PO                  | PT                  | PO                  | PT                  | PO                  | PT                  | PO                  | PT                  | PO    | MPT   |
| ---- | ----------------- | --------- | ------------------- | ------------------- | ------------------- | ------------------- | ------------------- | ------------------- | ------------------- | ------------------- | ------------------- | ------------------- | ----- | ----- |
| 1    | Erik Adlerz       | Suècia    | 1                   | 42,5                | 1                   | 40,5                | 1                   | 41,0                | 3                   | 38,0                | 1                   | 38,0                | 7     | 40,0  |
| 2    | Hjalmar Johansson | Suècia    | 3                   | 40,0                | 1                   | 40,5                | 3                   | 39,5                | 1                   | 40,0                | 4                   | 36,5                | 12    | 39,3  |
| 3    | John Jansson      | Suècia    | 4                   | 39,5                | 3                   | 38,0                | 2                   | 40,5                | 2                   | 39,5                | 1                   | 38,0                | 12    | 39,1  |
| 4    | Viktor Crondahl   | Suècia    | 2                   | 41,0                | 3                   | 38,0                | 7                   | 34,5                | 4                   | 37,0                | 6                   | 35,0                | 22    | 37,1  |
| 5    | Toivo Aro         | Finlàndia | 5                   | 38,0                | 7                   | 35,0                | 4                   | 38,5                | 7                   | 33,5                | 3                   | 37,5                | 26    | 36,5  |
| 6    | Axel Runström     | Suècia    | 6                   | 37,0                | 3                   | 38,0                | 6                   | 35,0                | 4                   | 37,0                | 7                   | 33,0                | 26    | 36,0  |
| 7    | Ernst Brandsten   | Suècia    | 6                   | 37,0                | 6                   | 36,0                | 5                   | 37,5                | 6                   | 35,0                | 5                   | 35,5                | 28    | 36,2  |
| -    | Paul Günther      | Alemanya  | DNF                 |                     |                     |                     |                     |                     |                     |                     |                     |                     |       |       |